# Don’t Let Me Down (The-Chainsmokers-Lied)
Don’t Let Me Down (englisch für „Lass mich nicht im Stich“) ist ein Popsong von Andrew Taggart, Emily Warren und Scott Harris. Er wurde in der Interpretation des US-amerikanischen DJ-Duos The Chainsmokers in Zusammenarbeit mit der US-amerikanischen Sängerin Daya bekannt. Das Lied erschien am 5. Februar 2016. Es war der erste Top-10-Hit der Chainsmokers in den deutschen Singlecharts.

## Hintergrund
Don’t Let Me Down ist das erste Lied, das von den Chainsmokers nach ihrer Debüt-Extended-Play Bouquet produziert wurde. Geschrieben wurde das Lied von Taggart mit Scott Harris und mit Emily Warren, die bereits für das Lied Until You Were Gone mit den Chainsmokers zusammengearbeitet hatten. Laut Aussage der Chainsmokers war Don’t Let Me Down bereits fertig produziert, als ihr Computer abstürzte, durch Datenverlust auch das Lied verloren gegangen ist, so dass es erneut produziert werden musste. Den Gesangspart übernahm die zum Zeitpunkt der Aufnahme 17-jährige Sängerin Daya. Durch den Erfolg ihrer Debütsingle Hide Away waren die Chainsmokers auf sie aufmerksam geworden.

## Musikalisches und Inhalt
Don’t Let Me Down ist ein Dance-Pop-Lied mit Trap-Elementen. Der im Viervierteltakt komponierte Song ist in gis-Moll geschrieben und besitzt ein Tempo von 160 Schlägen pro Minute. Dayas Stimmumfang reicht von G♯3 bis C♯5. Mit dem Roland TR-808 erfolgt die Klangerzeugung, die unter anderem ebenfalls Gitarrenklänge enthält. Das Lied besitzt einen Strophen-Refrain-Aufbau, nach dem Refrain setzen die Trap-Elemente ein. Don’t Let Me Down handelt von einer Person, die in Nöten ist und Hilfe von ihrem Partner benötigt.

## Rezeption
Don’t Let Me Down wurde von den Kritikern positiv aufgenommen. Timo Büschleb von Dance-charts.de schrieb: „Don’t Let Me Down ist eine klasse Produktion und man kann nur Respekt vor der Gewandheit der Chainsmokers äußern“. Matt Medved vom Billboard-Magazin nannte das Lied „ein radiotaugliches Stück Songschreiberhandwerk, dessen pulsierender, synthetischer Drop und das unkonventionelle Ende sowohl auf Dancefloors als auch auf Kopfhörern Zuhörer findet“. Fiete Oberkalkofen von 1Live überzeugte der Song ebenfalls, sie schrieb: „Don’t Let Me Down ist einfach ein eingängiger Radio-Popsong, der mit seinem elektronischen Synthieklängen sofort ins Ohr geht“.
Bei den Grammy Awards 2017 gewann Don’t Let Me Down den Preis in der Kategorie Best Dance Recording.

## Kommerzieller Erfolg

### Chartplatzierungen
Durch den Auftritt der Chainsmokers Anfang Februar 2016 in der Tonight Show, bei der sie neben dem Auftritt mit ihrem Lied Roses auch ihre neue Veröffentlichung Don’t Let Me Down vorstellten, erfuhr das Lied in den Vereinigten Staaten einige zusätzliche Promotion, so dass Don’t Let Me Down erstmals am 27. Februar 2016 in die Billboard Hot 100 auf Platz 85 einstieg. In den folgenden Wochen konnte sich das Lied stetig steigern, so dass Anfang Juli 2016 mit Platz 3 die Top-10 erreicht wurde. Für die Chainsmokers ist dies nach Roses der zweite und für Daya der erste Charterfolg in den Top-10 der Billboard Hot 100. Für über vier Millionen verkaufte Einheiten (inkl. Musikstreaming) wurde Don’t Let Me Down von der Recording Industry Association of America mit Vierfachplatin ausgezeichnet. In den britischen Singlecharts konnte sich die Single, im Vergleich zu den restlichen Ländercharts, erst relativ spät platzieren. Ende Juli 2016 stieg das Lied bis auf Platz 2, so dass es der erste Top-10 Hit der Chainsmokers im Vereinigten Königreich ist.
In die deutschen Single-Charts stieg Don’t Let Me Down am 11. März 2016 ein. Vier Wochen später erreichte das Lied mit Platz 15 die Top 20. Parallel standen beide Künstler ebenfalls noch mit einem zweiten Song zeitgleich in den deutschen Single-Charts, The Chainsmokers mit Roses und Daya mit Hide Away. Mitte Juni wurde mit Platz sechs die Höchstplatzierung und erstmals die Top 10 in Deutschland erreicht. Auch in den Ö3 Austria Top 40 stieg das Lied bis auf Platz sechs. In der Schweizer Hitparade gelang ebenfalls der Sprung in die Top 10. Weitere Top-10-Platzierungen gelang Don’t Let Me Down in Australien (Platz 3), Belgien (Flandern) (Platz 7), Neuseeland (Platz 2), den Niederlanden (Platz 7), Norwegen (Platz 5) und in Schweden (Platz 5).
| ChartsChartplatzierungen       | Höchstplatzierung | Wochen |
| ------------------------------ | ----------------- | ------ |
| Deutschland (GfK)              | 6 (61 Wo.)        | 61     |
| Österreich (Ö3)                | 6 (50 Wo.)        | 50     |
| Schweiz (IFPI)                 | 8 (51 Wo.)        | 51     |
| Vereinigte Staaten (Billboard) | 3 (52 Wo.)        | 52     |
| Vereinigtes Königreich (OCC)   | 2 (50 Wo.)        | 50     |

| ChartsJahrescharts (2016)      | Platzierung |
| ------------------------------ | ----------- |
| Deutschland (GfK)              | 7           |
| Österreich (Ö3)                | 7           |
| Schweiz (IFPI)                 | 14          |
| Vereinigte Staaten (Billboard) | 8           |
| Vereinigtes Königreich (OCC)   | 17          |

| ChartsJahrescharts (2010–2019) | Platzierung |
| ------------------------------ | ----------- |
| Österreich (Ö3)                | 27          |
| Vereinigte Staaten (Billboard) | 58          |
| Vereinigtes Königreich (OCC)   | 92          |

### Auszeichnungen für Musikverkäufe
Don’t Let Me Down wurde weltweit mit 55 Platin- und sieben Diamantenen Schallplatten ausgezeichnet. Die Single wurde laut IFPI bis Ende 2016 über 10,2 Millionen Mal verkauft. Den Schallplattenauszeichnungen zufolge hat sie sich mittlerweile über 16,8 Millionen Mal verkauft.
| Land/Region                  | Auszeichnungen für Musikverkäufe (Land/Region, Auszeichnung, Verkäufe) | Verkäufe   |
| ---------------------------- | ---------------------------------------------------------------------- | ---------- |
| Australien (ARIA)            | 9× Platin                                                              | 630.000    |
| Belgien (BRMA)               | 3× Platin                                                              | 90.000     |
| Brasilien (PMB)              | 3× Diamant                                                             | 750.000    |
| Dänemark (IFPI)              | 3× Platin                                                              | 270.000    |
| Deutschland (BVMI)           | Diamant                                                                | 1.000.000  |
| Frankreich (SNEP)            | Diamant                                                                | 233.333    |
| Italien (FIMI)               | 6× Platin                                                              | 300.000    |
| Kanada (MC)                  | 9× Platin                                                              | 720.000    |
| Mexiko (AMPROFON)            | Diamant                                                                | 300.000    |
| Neuseeland (RMNZ)            | 7× Platin                                                              | 210.000    |
| Niederlande (NVPI)           | 3× Platin                                                              | 120.000    |
| Österreich (IFPI)            | Platin                                                                 | 30.000     |
| Polen (ZPAV)                 | 4× Platin                                                              | 200.000    |
| Portugal (AFP)               | 2× Platin                                                              | 20.000     |
| Schweden (IFPI)              | 6× Platin                                                              | 240.000    |
| Schweiz (IFPI)               | 2× Platin                                                              | 40.000     |
| Spanien (Promusicae)         | 3× Platin                                                              | 120.000    |
| Vereinigte Staaten (RIAA)    | Platin                                                                 | 10.000.000 |
| Vereinigtes Königreich (BPI) | 3× Platin                                                              | 1.800.000  |
| Insgesamt                    | 61× Platin · 7× Diamant ·                                              | 17.073.333 |

Hauptartikel: The Chainsmokers/Auszeichnungen für Musikverkäufe